# Phylloporthe vernoniae
Phylloporthe vernoniae är en svampart som beskrevs av Syd. 1925. Phylloporthe vernoniae ingår i släktet Phylloporthe, ordningen Diaporthales, klassen Sordariomycetes, divisionen sporsäcksvampar och riket svampar.   Inga underarter finns listade i Catalogue of Life.